# Ariʻifaaite
Titre
Prince-consort de Tahiti
1832 – 1873
(41 ans)
Ariʻifaʻaite (Huahine, 10 janvier 1820 - Papeete, 10 août 1873), fut le second époux de la reine de Tahiti Pōmare IV et également le père du roi Pōmare V. Il fut titré prince consort lors de son mariage avec la reine Pōmare IV en 1832.

## Famille

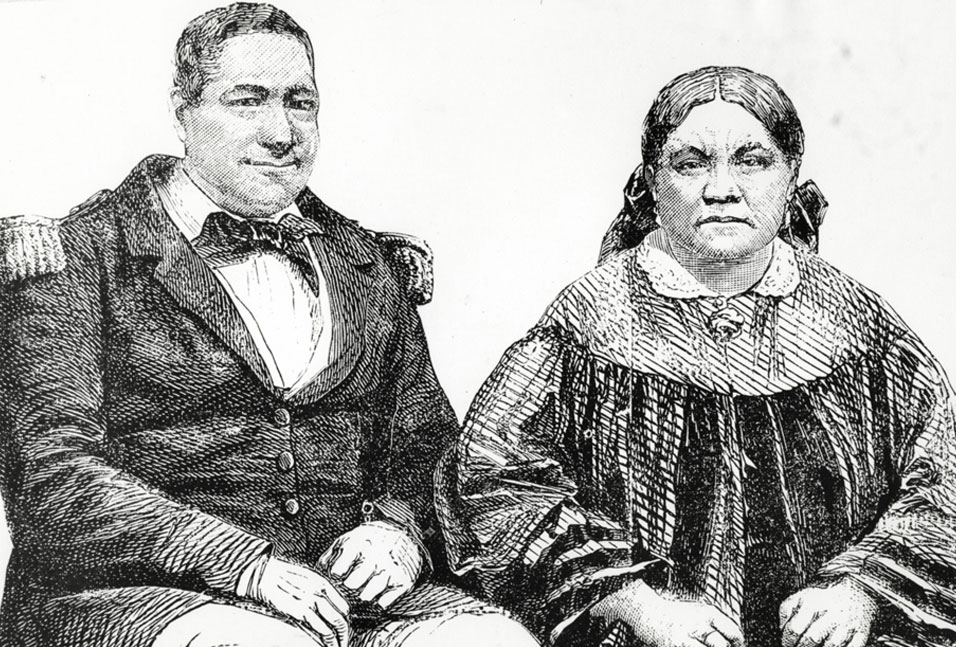
Le prince Ariifaite et son épouse la reine Pomare IV.

Fils du prince Ariʻi Faʻaitea Hiro et de la princesse Tenania, il est le petit-fils du roi Tamatoa III de Raiatea. De son mariage avec la reine Pōmare IV, sa cousine germaine par sa mère, naquirent neuf enfants, dont trois décédés en bas âge, et trois qui ont accédé au trône : 
- Prince Henri Pōmare (décédé jeune) ;
- Prince Ariʻiaue Pōmare (1838-1855) : héritier présomptif de Pomare IV, mais atteint de tuberculose, il décède à la veille de ses 18 ans ;
- Prince Teratane Pōmare (1839-1891) : Pomare V, roi de Tahiti de 1877 à 1880 ;
- Princesse Teriʻimaevarua Pōmare (1841-1873) : Teriimaevarua II, reine de Bora-Bora ;
- Princesse Victoria Pōmare (décédée à l'âge d'un an) ;
- Prince Tamatoa Pōmare (1842-1881) : Tamatoa V, roi de Raiatea ;
- Prince Teri'itapunui Pōmare (1846-1888) ;
- Teriʻitua Tuavira Joinville Pōmare (1847-1875).